# 74 Orionis
74 Orionis, som är stjärnans Flamsteed-beteckning är en ensam stjärna i den norra delen av stjärnbilden Orion, som också har Bayer-beteckningen k Orionis. Den har en  skenbar magnitud på ca 5,04 och är svagt synlig för blotta ögat där ljusföroreningar ej förekommer. Baserat på parallax enligt Gaia Data Release 2 på ca 51,2 mas, beräknas den befinna sig på ett avstånd på ca 64 ljusår (ca 20 parsek) från solen. Den rör sig bort från solen med en heliocentrisk radialhastighet av ca 9 km/s. Stjärnan har en relativt stor egenrörelse och förflyttar sig över himlavalvet med en hastighet av 0,204 bågsekunder per år.

## Egenskaper
74 Orionis är en gul till vit stjärna i huvudserien av spektralklass F5 V. Den har en massa som är ca 1,4 solmassor, en radie som är ca 1,3 solradier och utsänder ca 3 gånger mera energi än solen från dess fotosfär vid en effektiv temperatur på ca 6 600 K. Stjärnans metallicitet ligger nära solens, vilket betyder att den har ett solliknande överskott av element tyngre än helium.
74 Orionis har två visuella följeslagare, 74 Orionis B, med skenbar magnitud 12,5 och en separationen av 32,1 bågsekunder, och 74 Orionis C, med magnituden 9,0 och separationen 195,5 bågsekunder.